# Resiquimod
Resiquimod (R-848) là một loại thuốc hoạt động như một chất điều chỉnh phản ứng miễn dịch, và có hoạt tính chống vi-rút và chống độc. Nó được sử dụng như một loại gel bôi ngoài da  trong điều trị các tổn thương da  như là do virus herpes simplex gây ra  và u lympho tế bào T ở da, và như một chất bổ trợ để tăng hiệu quả của vắc-xin. Quản trị hệ thống cũng đã được chứng minh thông qua việc đóng gói hạt nano, dẫn đến liệu pháp miễn dịch ung thư hiệu quả thông qua kích thích các đại thực bào liên quan đến khối u. Nó có một số cơ chế hoạt động, vừa là chất chủ vận cho thụ thể giống như thu phí 7 và 8, vừa là chất điều hòa của thụ thể yếu tố tăng trưởng opioid. Vào ngày 28 tháng 4 năm 2016, chỉ định mồ côi (EU / 3/16/1653) đã được Ủy ban Châu Âu cấp cho Galderma R & D, Pháp để resiquimod được sử dụng trong điều trị ung thư hạch tế bào T ở da.